# Jasenica (Valjevo)
Pour les articles homonymes, voir Jasenica.
Jasenica (en serbe cyrillique : Јасеница) est un village de Serbie situé sur le territoire de la Ville de Valjevo, district de Kolubara. Au recensement de 2011, il comptait 444 habitants.

## Démographie

### Évolution historique de la population
| 1948 | 1953 | 1961 | 1971 | 1981 | 1991 | 2002 | 2011 |
| ---- | ---- | ---- | ---- | ---- | ---- | ---- | ---- |
| 468  | 470  | 411  | 382  | 366  | 407  | 427  | 444  |

|  |